# Yasmine Chouikh
Yasmine Chouikh (Alger, 1982) és periodista i directora de cinema algeriana. És coneguda sobretot per dirigir la pel·lícula premiada Ila akher ezaman.

## Biografia
Yasmine Chouikh és filla dels cineastes Mohamed Chouikh i Yamina Bachir-Chouikh. Segons ella, aquesta ascendència significa que se la jutja més quan treballa. Es va formar en direcció sent, als 14 anys, ajudant d'altres pel·lícules. També va estudiar psicologia.
Als anys 2000, va presentar els seus primers curtmetratges. El 2007, també va ser crítica de cinema a Canal Algérie, abans d'embarcar-se en la producció d'un llargmetratge a la dècada del 2010. Forma part d'una nova generació, amb Karim Moussaoui, Hassen Ferhani, Lamine Ammar-Khodja, etc., amb ganes de rellançar les creacions cinematogràfiques algerianes, després de la dècada negra.
El 2018, el seu primer llargmetratge Ila akher ezaman va rebre l'Annad d'or del Festival d'Annaba de Cinema Mediterrani i el Khanjar d'or a la millor direcció del Festival Internacional de Cinema de Masqat. El 2019, va guanyar el premi a la millor primera pel·lícula al Festival Panafricà de Cinema i Televisió de Ouagadougou.

## Filmografia

### Actriu
- 1989 : El kalaa, de Mohamed Chouikh
- 2004 : Douar de femmes, de Mohamed Chouik

### Curtmetratges
- 2006 : El bab
- 2010 : El djinn

### Llargmetratges
- 2017 : Ila akher ezaman.